# اس‌اس یوسوکوما
اس‌اس یوسوکوما (به انگلیسی: SS Ussukuma) یک کشتی بود. این کشتی در سال ۱۹۲۰ ساخته شد.